# Hautanhangsgebilde
Hautanhangsgebilde (Adnexen) sind alle Strukturen, die aus der Dermis und Epidermis gebildet werden. Zu den Hautanhangsgebilden zählen 
- Haare und Federn
- Hornbildungen wie z. B. Hörner, Finger- und Zehennägel, Hornschuppen, Klauen und Hufe
- Drüsen wie Milchdrüsen, Schweißdrüsen, und Talgdrüsen. Hautdrüsen sind stets epidermale Gebilde, werden jedoch oft tief in der Dermis versenkt. Die Entstehung der Ausführungsgänge dieser exokrinen Drüsen ist durch diese embryonale Entstehungsgeschichte nachvollziehbar.

In der Gynäkologie werden mit Adnexe der Eierstock und die Eileiter bezeichnet.